# Francisco Gárate Aranguren
Francisco de Gárate Aranguren (Azpeitia, 3 de febrero de 1857 - Bilbao, 9 de septiembre de 1929), conocido como Hermano Gárate fue un religioso jesuita español, que durante 41 años se ocupó de la portería de la Universidad de Deusto en Bilbao.

## Biografía
Francisco de Gárate Aranguren nació el 3 de febrero de 1857 en el caserío Recarte, junto a la basílica de Loyola en Azpeitia (Guipúzcoa, España). Fue el segundo de una familia de siete hermanos.
A los catorce años dejó su casa para emplearse en trabajos domésticos en el recién abierto Colegio de Nuestra Señora de la Antigua, en Orduña (Vizcaya). En 1874 decidió ingresar en la Compañía de Jesús. Él y otros dos muchachos hicieron el viaje a pie hasta Poyanne, en el sur de Francia, donde estaba el noviciado de los jesuitas españoles después de la Revolución de 1868.
El final de su noviciado coincidió con la paz en España y el retorno de los jesuitas españoles. Su primer trabajo fue el de enfermero en el colegio de La Guardia (Pontevedra) en la costa atlántica y muy cercano a la frontera portuguesa. Allí estuvo 10 años y los estudiantes recordaron siempre su paciencia, entrega y caridad para todos y en especial para los enfermos. En 1888 fue destinado a Bilbao, a la portería de la Universidad de Deusto, donde va a permanecer 41 años hasta su muerte. Portero y recepcionista, encargado de recibir a las personas que llegaban a la Universidad, como de todo lo relacionado con el edificio, aún en construcción, y de la planta telefónica instalada en 1916. Sacristán y jardinero y se cuida de tener limpios los patios.
Falleció en su cuarto de la Universidad de Deusto el 9 de septiembre de 1929. Religioso ejemplar y muy conocido por su trabajo en la portería, dejó tras de si notable fama de santidad. Fue beatificado por Juan Pablo II el 6 de octubre de 1985. Su memoria se celebra el 10 de septiembre.